# Diga di Kirazdere
La diga di Kirazdere è una diga della Turchia. Si trova nella provincia di Kocaeli.